# Aloys von Arco-Stepperg

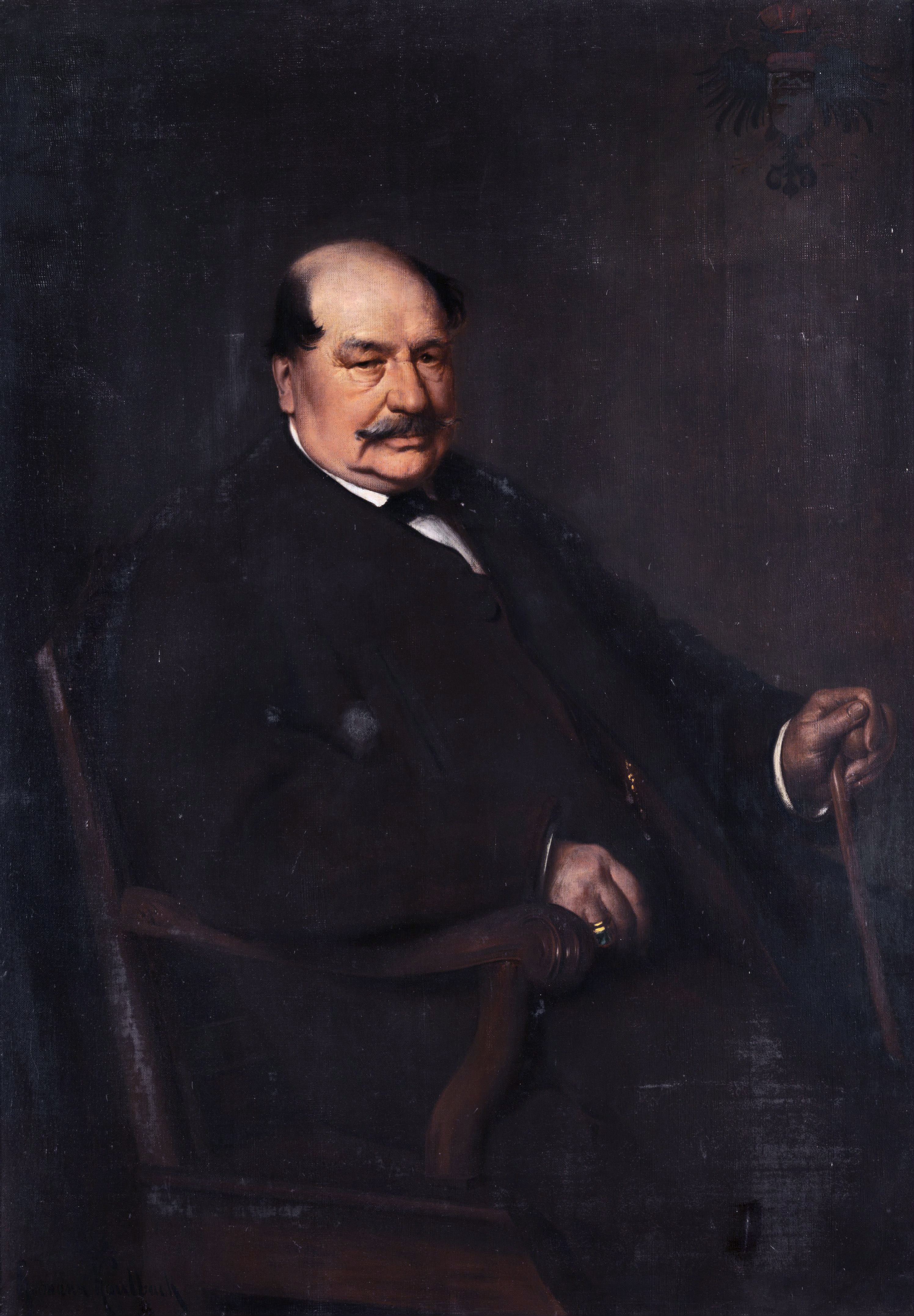
Graf Alois von Arco (Hermann von Kaulbach)

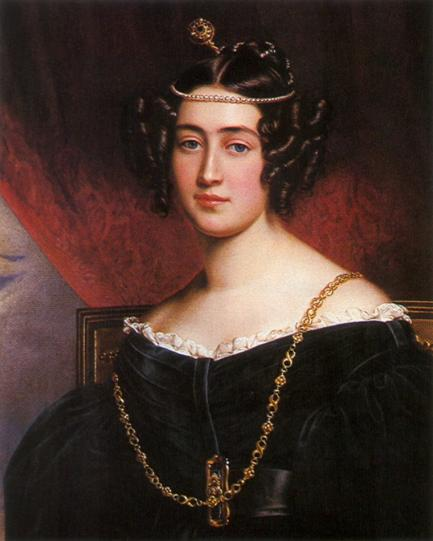
Joseph Karl Stieler: Porträt von Markgräfin Irene Pallavicini (Schönheitengalerie)

Aloys Nikolaus Ambros Graf von Arco-Stepperg (* 6. Dezember 1808 auf Schloss Stepperg bei Rennertshofen; † 10. September 1891 in Anif) war ein bayerischer Gutsbesitzer, Offizier und Politiker.

## Leben
Seine Mutter war Erzherzogin Maria Leopoldine von Österreich-Este (1776–1848), die Witwe des pfalz-bayerischen Kurfürsten Karl Theodor († 1799). Als verwitwete Kurfürstin heiratete sie im November 1804 Graf Ludwig von Arco (1773–1854).
Aloys und sein jüngerer Bruder Maximilian verbrachten ihre frühe Kindheit auf Schloss Stepperg und wurden von Hauslehrern unterrichtet, später kamen sie mit ihren Eltern nach München, wo sie das Palais Arco-Zinneberg bewohnten. Diese waren sehr wohlhabend und besonders die Mutter erwarb durch Fleiß und Geschäftstüchtigkeit eines der größten Privatvermögen in Bayern. Aloys von Arco-Stepperg schloss 1825 seine Gymnasialstudien mit dem Abitur am (heutigen) Wilhelmsgymnasium München ab.
Er war Oberstleutnant der Bayerischen Armee und Besitzer der oberbayerischen Herrschaften Stepperg, Tagmersheim und Dittenfeld.
Von 1848 bis 1849 und dann wieder von 1859 bis 1861 war er Mitglied der Bayerischen Kammer der Abgeordneten. Von 1868 bis 1870 gehörte er außerdem als Abgeordneter des Wahlkreises Schwaben 2 (Donauwörth, Nördlingen, Neuburg) dem Zollparlament an. Er vertrat die politische Richtung der Bayerischen Patriotenpartei.

## Ehen und Nachkommen
Graf Aloys von Arco-Stepperg heiratete 1830 Markgräfin Irene Pallavicini (1811–1877). Die Ehe blieb kinderlos.
Mit Pauline Oswald (1851–1902) hatte er eine Tochter, Sophie (1868–1952). Sechs Monate nach dem Tod seiner ersten Frau heiratete er Pauline und legitimierte seine Tochter zur Gräfin von Arco-Stepperg. Sie erbte Schloss und Gut Stepperg und heiratete den aus französischem Adel stammenden Graf Ernst von Moy de Sons. Das Schloss befindet sich seitdem bis heute im Besitz dieser Familie.